# Khoumarta
Khoumarta est un village de la région de Latchine en Azerbaïdjan.

## Histoire
En 1992-2020, Khoumarta était sous le contrôle des forces armées arméniennes. Le 1er décembre 2020, le village repasse sous la souveraineté de l'Azerbaïdjan, comme l'ensemble du raion de Latchine, conformément à l'accord de cessez-le-feu du Haut-Karabakh.

## Économie
La principale occupation de la population était l'élevage.

## Population
Selon les statistiques de 2006, la population du village était de 100 personnes.